# Palaemnema picicaudata
Palaemnema picicaudata – gatunek ważki z rodziny Platystictidae. Występuje na terenie Ameryki Południowej.